# Shelian
Shelian (kinesiska: 舍联乡, 舍联) är en socken i Kina. Den ligger i provinsen Sichuan, i den sydvästra delen av landet, omkring 190 kilometer väster om provinshuvudstaden Chengdu. Antalet invånare är 3 396. Befolkningen består av 1 108 kvinnor och 2 288 män. Barn under 15 år utgör 13,0 %, vuxna 15-64 år 83 %, och äldre över 65 år 2,0 %.
Genomsnittlig årsnederbörd är 1 190 millimeter. Den regnigaste månaden är juni, med i genomsnitt 234 mm nederbörd, och den torraste är januari, med 10 mm nederbörd.